# Histoire du FC Nantes
Vous lisez un « bon article » labellisé en 2011.
L’histoire du Football Club de Nantes, club de football français basé à Nantes, commence au mois d'avril 1943 par le regroupement de plusieurs clubs nantais dont la Saint-Pierre de Nantes, le principal club amateur de la ville. Le FC Nantes prend le statut professionnel en 1945 lors de la montée dans le championnat national de deuxième division. Le club doit attendre ensuite une vingtaine d'années avant d'accéder, sous l'impulsion de son entraîneur José Arribas, au championnat de France de première division, qu'il remporte deux fois dans la foulée en 1965 et 1966 grâce au jeu offensif, collectif et agréable de ses « Canaris », salué par la France entière. Grâce à cette école de jeu, à la stabilité de son effectif et de son encadrement et à son centre de formation, l'un des premiers et des plus performants, le FCN maintient ses résultats sous Jean Vincent, puis sous Jean-Claude Suaudeau, disciple d'Arribas, et sous Raynald Denoueix, disciple des deux précédents.
Toujours réputé pour son jeu surnommé le « jeu à la nantaise » par les journalistes et les supporters, le FC Nantes, qui devient FC Nantes Atlantique de 1992 à 2007, se forge, malgré quelques périodes délicates, l'un des plus beaux palmarès de France, le troisième en nombre de championnats (huit titres étalés de 1965 à 2001), auxquels il faut ajouter trois coupes de France. Moins performant sur le plan européen où il ne dépasse pas les demi-finales de la Coupe des coupes 1980 et de la Ligue des champions 1996, le FC Nantes est toutefois réputé pour la qualité de ses équipes à la fois sur le plan collectif et sur le plan individuel, avec quelques vedettes (Henri Michel, Vahid Halilhodžić, Jorge Burruchaga) et de très grands joueurs formés au club (Didier Deschamps, Marcel Desailly, Christian Karembeu, Claude Makelele

## La création et la Division 2 (1943-1960)

### La création, sous l'occupation (1943-1944)
Les circonstances de la création du club alors que la ville de Nantes est occupée par l'armée allemande, restent entourées de mystère que la municipalité comme le club ne font rien pour dissiper. Les faits sont pourtant assez clairs : les dirigeants de plusieurs clubs nantais se réunissent à plusieurs reprises au printemps 1943 (le 11 mars, le 24 mars, le 5 avril, et le 21 avril) dans des cafés du centre-ville (le « café Morice », place du Commerce et le « café des Alliés », rue de la Fosse) pour créer un nouveau club. En fait, c'est l'équipe première de la Saint-Pierre de Nantes (le principal club amateur de la ville qui évolue en division d'honneur) qui prend son autonomie sous le nom de Football Club de Nantes. À l'origine, deux projets concurrents s'opposent, le premier mené par le Stade nantais université club (SNUC), le second par Marcel Saupin, dirigeant du club de la Mellinet : la participation de la Saint-Pierre au second fait pencher la balance en sa faveur. Le comité directeur du nouveau club comprend d'ailleurs six membres de la Saint-Pierre, dont son président Marcel Braud. Les autres clubs de la ville (en particulier des associations ouvrières) ont soit un seul représentant (Ateliers et Chantiers de la Basse-Loire, Association sportive ouvrière nantaise, Société de construction des Batignolles, la Mellinet), soit deux (SNUC). Deux représentants de la Fédération française de football Association en font également partie.
Deux hommes de ce comité directeur en particulier attirent l'attention. Marcel Saupin d'une part, artisan principal de la création du FCN et président du club quelques années plus tard (le stade de Malakoff, au cœur de la ville, est baptisé de son nom après sa mort). Saupin est une figure de la collaboration qui participe notamment au Groupe Collaboration antisémite dirigé par Alphonse de Châteaubriant,. Jean Le Guillou, d'autre part, qui n'est pas impliqué dans le milieu sportif nantais mais devient pourtant l'un des premiers présidents du club. Propriétaire d'une entreprise de bâtiment (qui a notamment construit le marché de Talensac et le stade de Malakoff, actuel actuel stade Marcel-Saupin,), Le Guillou est une autre figure du collaborationnisme nantais. Il profite de la guerre pour s'enrichir rapidement et devient propriétaire de bijouteries, de boutiques de mode, et d'une écurie de pur-sang dont le meilleur, Ali Pacha, monté d'un jockey jaune et vert, donne ses couleurs au nouveau club. Tout cela grâce à une collusion totale avec l'occupant : les entreprises Le Guillou travaillent pour l'Organisation Todt, la Luftwaffe, la Kriegsmarine et sont associées avec la firme berlinoise de BTP Walter dans une co-filiale GWL. À la Libération, Jean Le Guillou est d'ailleurs arrêté le 9 septembre 1944, démis de ses fonctions et remplacé par Marcel Saupin. Exilé en Suisse, Le Guillou reviendra cependant après l'amnistie de 1951,.
Les vraies raisons de la création du club restent finalement troubles même si la collaboration et les idées associées n'y sont certainement pas étrangères. Le principe fondateur adopté le 21 avril 1943 proclame que le FCN est créé « pour développer, par la pratique du football, les forces physiques et morales des jeunes gens et pour créer entre tous les membres, des liens d’amitié et de solidarité ». Un programme somme toute classique pour une association sportive mais qui ne doit pas faire oublier le rôle du sport dans l'idéologie pétainiste et l'endoctrinement qu'il véhicule dans le régime nazi. D'ailleurs, selon la presse locale, « le FCN sera constitué par les meilleurs joueurs nantais et nazairiens, renforcés naturellement par plusieurs autres éléments de classe », sous la direction d'un entraîneur expérimenté, Aimé Nuic. Les ouvriers des Chantiers ou des Batignolles peuvent rêver de gloire sportive. Retenir et endoctriner la jeunesse (alors que les réfractaires au STO sont de plus en plus nombreux à prendre le maquis), voilà peut-être le but caché de cette création, selon l'historien Louis Oury. La Libération, l'année suivante, change la donne, et le sport est bien dès lors la raison d'être du FC Nantes.

### Premiers pas en D2 (1944-1951)
En 1944, en raison des combats de la Libération, Nantes ne peut pas profiter de sa promotion en deuxième division après avoir terminé 2e de Division d'Honneur Ouest. Les compétitions sont bouleversées et celles qui peuvent être organisées ne sont pas officiellement reconnues. Nantes réalise donc un triplé « officieux » en 1944-1945, en remportant le championnat d'Anjou amateurs (en ligue de National II, contre le SCO Angers, le SO Cholet et le RC Ancenis), le championnat de l'Ouest (victoire 5-0 en finale contre la Tour d'Auvergne de Rennes) et la coupe de l'Ouest, une compétition amicale qui regroupe les principaux clubs de la région (victoire 7-1 en finale contre le SO Cholet),.
Quelques mois plus tard, le FC Nantes intègre la deuxième division de la zone nord, pour la saison 1945-1946. Le FCN entre donc dans l'ère du professionnalisme deux ans après sa création, toujours avec des joueurs issus pour la plupart de la Saint-Pierre (Gergotich, Kerdraon, Crépin) et renforcés de quelques joueurs expérimentés comme Antoine Raab ou les frères Abautret. Le premier match officiel, disputé le 26 août 1945, voit les Nantais battre le CA Paris à l'extérieur, 2-0 (buteurs : Crépin, Ruffin) tandis que le premier match de D2 à Malakoff se solde par une défaite 2-0 face à Troyes. Pour cette première saison les Nantais se classent 5e de leur groupe.
En 1946-1947, le championnat de D2 retrouve une organisation à poule unique et l'entraîneur Aimé Nuic est remplacé en début de saison par Raab, comme entraîneur-joueur. Pendant plusieurs saisons, l'équipe se classe en milieu de tableau : 9e en 1947, 11e en 1948 puis 9e en 1949. Les performances en Coupe de France ne sont pas des plus brillantes et se résument en des éliminations assez rapides. 1949-1950 débute par contre de manière catastrophique et Antoine Raab est remplacé par Antoine Gorius, gardien de l'équipe, toujours dans un rôle d'entraîneur-joueur. À l'issue de la saison, Nantes, 17e, est voué à la relégation avant d'être finalement repêché. En 1951, après une nouvelle saison décevante où le club termine 10e du championnat, la municipalité verse une coquette subvention au club, qui peut recruter un entraîneur prestigieux, Émile Veinante.

### Une montée qui se dérobe (1951-1960)
L'arrivée d'Émile Veinante à la tête de l'équipe est le signe d'un changement de la politique du club : avec l'ancien international qui vient d'obtenir la montée pour le FC Metz, Nantes vise une promotion rapide en D1. La saison 1951-1952 débute bien pour le FCN qui reste longtemps deuxième mais manque son objectif en fin de saison en terminant 4e du championnat. L'un des matches les plus marquants de l'année, une rencontre décisive dans la course à la troisième place qualificative pour les barrages, a lieu à Monaco. Au cours d'une partie engagée, le FCN vite réduit à dix par la blessure de Baumann tient un score nul (1-1), mais à 10 minutes de la fin Monaco inscrit un but validé malgré un hors-jeu évident. Remontés, les joueurs nantais égalisent mais l'arbitre refuse cette fois le but au motif d'un hors-jeu. En signe de protestation, les Nantais s'accroupissent et arrêtent de jouer : Monaco l'emporte par 8-1 et le rêve de montée s'effondre, le président Saupin félicitant toutefois ses joueurs à leur retour.
Veinante ne parvient jamais à décrocher la montée (6e en 1953 et 9e en 1954) et démissionne au printemps 1955 avant la dernière journée. Il est remplacé par Antoine Raab qui retrouve le poste d'entraîneur. Toutes les conditions semblent pourtant réunies pour réussir cette montée, à commencer par des joueurs talentueux et expérimentés comme les Hollandais Gerrit Vreken et Jan van Geen, première véritable vedette du club et un public de plus en plus nombreux (record d'affluence le 9 novembre 1953 avec 10 000 spectateurs pour la réception d'Angers, 4-2). Pourtant, avec Raab, la situation empire : 10e en 1955 (tandis que la réserve de Albert Heil remporte le championnat amateur de l'Ouest, en DH), Nantes semble plonger tout droit vers la relégation en 1955-1956. Raab est à nouveau démis de ses fonctions à deux journées de la fin du championnat et l'équipe, sous les ordres du capitaine Stanislas Staho, parvient in extremis à se maintenir en terminant à la dernière place de non-relégable (17e).
Louis Dupal, qui a notamment officié à Monaco, est recruté en 1956, avec l'espoir pour le club d'obtenir grâce à lui une place en D1. L'équipe est renforcée de joueurs expérimentés comme Jean De Cecco, Roger Gabet, Erich Habitzl (arrivés en 1956) ou encore Guelso Zaetta prêté par Angers en 1957 et qui deviendra une grande figure nantaise. Si l'objectif clairement affiché est la montée, les résultats ne suivent pas. Le club est 13e en 1956-1957 et en 1957-1958. D'autres renforts arrivent en décembre 1958, Raymond Wozniesko en provenance de Bordeaux ou Ernest Bodini, de Monaco, mais en 1958-1959, le club ne termine que 14e. Cette saison est aussi l'époque de remaniements au sein de la direction en raison d'un grave déficit et Jean Clerfeuille devient président. Dupal, faute de résultat, est remplacé au début de la saison 1959-1960 par Karel Michlowski, l'ancien entraîneur du Racing Club de Lens. Celui-ci bénéficie aussi de renforts tels les internationaux Daniel Carpentier et René Dereuddre. Les résultats s'améliorent alors très vite et Nantes est champion d'automne en décembre 1959, battant dans le même temps des records d'affluence à Malakoff (15 912 spectateurs le 15 octobre pour Nantes-Nancy). La saison est marquée par le scandale qui éclate dans le football français lorsque le gardien nantais Lehel Somlay prêté par Le Havre révèle une tentative de corruption de la part des dirigeants du Red Star à l'occasion de la réception de celui-ci (une victoire par 5-1). Cette affaire entraîne l'exclusion du club de Saint-Ouen du monde professionnel. La fin de saison voit encore la montée échapper au FCN qui ne se classe que 8e. Michlowsky estime ne pas avoir les moyens dont il a besoin et s'engage à Angers, ce qui oblige le Président Clerfeuille à chercher une nouvelle solution pour le club.

## José Arribas: la montée et les premiers titres (1960-1976)

### La montée (1960-1963)

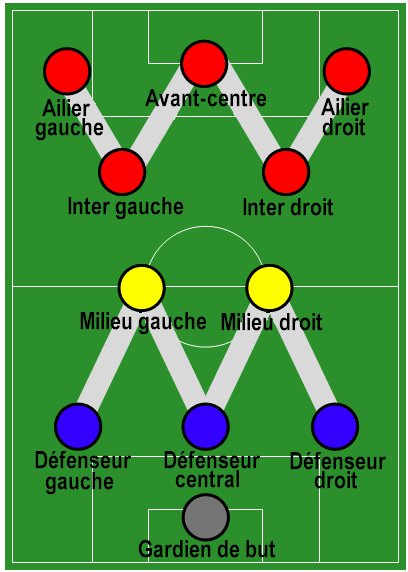
Le WM

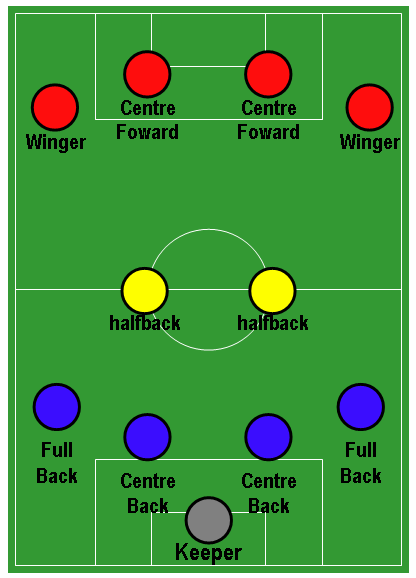
Le 4-2-4

Les candidats au poste d'entraîneur ne manquent pas mais le président Clerfeuille reste dubitatif car tous ces entraîneurs à la compétence incertaine et aux prétentions financières démesurées, l'effraient. Finalement, une candidature retient son attention. Il s'agit d'un ancien joueur de l'US Le Mans, réfugié basque de la guerre d'Espagne, qui entraîne les amateurs de Noyen-sur-Sarthe. Il ne réclame pas grand-chose et ne parle que de football et de plaisir de jouer. Cet homme s'appelle José Arribas : un complet inconnu, du moins pour Clerfeuille. Celui-ci se renseigne et obtient deux avis positifs. Albert Heil, l'entraîneur de la réserve, a fait son stage d'entraîneur avec lui et le connaît. Henri Guérin, l'entraîneur de Rennes, est quant à lui un ami d'Arribas et le recommande chaudement. Le 14 juillet 1960, Clerfeuille le reçoit et le contrat est signé en dix minutes.
Modeste dans sa mise comme dans ses propos, le verbe toujours mesuré (il vouvoie toujours ses joueurs), Arribas révolutionne pourtant le club par le message qu'il véhicule. Pédagogue, il expose ses options et ses choix. C'est avant tout un technicien et un autodidacte avoué qui aime tester différents systèmes, ce qui va permettre à Nantes de prendre une bonne longueur d'avance tactique sur ses concurrents. Nantes adopte ainsi très vite une défense en zone alors que le marquage individuel reste partout ailleurs la règle. Puis, au lendemain d'une déroute à Boulogne (10-2), Arribas, en qui Clerfeuille fait réellement confiance, choisit une nouvelle évolution : l'abandon du WM pour le 4-2-4, une innovation brésilienne observée lors de la précédente coupe du monde en 1958. Ce choix est avant tout défensif, puisqu'il permet d'ajouter un deuxième arrière central pour couvrir les montées de Gabriel Caullery et des deux latéraux, Maurice Balloche et Daniel Carpentier. Enfin, Arribas oriente son équipe, constituée de bons techniciens plus que de grands gabarits, vers un jeu court et rapide. Surtout, Arribas importe un plaisir de jouer inconnu jusqu'ici à Nantes, grâce auquel tous les joueurs adhèrent immédiatement à son discours. Les résultats s'améliorent très vite, pour la première saison de l'entraîneur basque, en 1961, le FCN termine à une honorable 11e place en D2.
Le rôle d'Albert Heil n'est pas à négliger non plus car en plus de plaider en faveur de l'arrivée d'Arribas, il supervise de nombreux jeunes joueurs souvent recalés par des clubs plus prestigieux et il est à l'origine du recrutement de futures stars :  Gilbert Le Chenadec en 1958, Philippe Gondet et Jean-Claude Suaudeau en 1960, Bernard Blanchet en 1962 puis Robert Budzynski en 1963. Dans l'immédiat, Arribas bénéficie de la présence de joueurs expérimentés, voire de grandes vedettes en fin de carrière comme René Dereuddre (1959-1961) et surtout cinq recrues majeures en 1961 : Pancho Gonzales en défense (1961-1963), Jean Guillot (1961-1965) et Pierre Grillet (1961-1962) en provenance  du RC Paris et un duo d'attaquants de grande classe : André Strappe (1961-1963) et Thadée Cisowski (1961-1962). Cette politique ne porte pas immédiatement ses fruits et le FC Nantes ne termine que 6e en 1961-1962. La saison 1962-1963 commence moyennement et il faut que plusieurs cadres de l'équipe (Strappe, Gonzales, Guillot) fassent pression sur la direction et menacent de partir pour éviter le renvoi d'Arribas (alors qu'Antoine Raab, conseiller technique, réclame la fin des expériences du Basque). Clerfeuille confirme finalement l'entraîneur dans ses fonctions et bien lui en prend. Nantes caracole bientôt en tête du championnat, est champion d'automne en décembre 1962 et si Saint-Étienne finit par passer devant les jaunes, ceux-ci ne ratent pas la montée pour autant. La promotion est obtenue le 1er juin 1963, au soir d'une victoire contre Sochaux par 3-1 (avec deux buts de Jean Guillot et un but de Sadek Boukhalfa), devant l'affluence record de 16 959 personnes. Les principaux artisans de cette montée sont les expérimentés Strappe, Gonzales et Guillot, Raymond Fiori et Yves Jort, mais aussi les jeunes Le Chenadec, Suaudeau ou Gondet, déjà indispensables ainsi que Rafael Santos, recruté à la mi-saison pour suppléer Gondet, qui souffre d'une amibiase.

### Nantes conquiert la France (1963-1970)
La transition vers l'élite se révèle réussie malgré plusieurs changements importants dans l'effectif, notamment le départ à la retraite de Pancho Gonzales, et celui d'André Strappe pour Bastia. De jeunes joueurs habilement repérés renforcent heureusement l'effectif au-delà de toutes les espérances, notamment Jacky Simon, jeune attaquant venu de Cherbourg, Robert Budzynski, un défenseur prometteur mis à la porte par le RC Lens ou encore Gabriel De Michèle, arrière gauche amateur venu de Jarny sur les conseils d'Aimé Nuic, son entraîneur en Lorraine. Le 1er septembre 1963 voit le FCN jouer sa première rencontre en D1, contre Sedan. Si Nantes est tenu en échec (2-2), Jacky Simon ouvre le score à la 11e minute, ce qui fait de lui le premier buteur nantais parmi l'élite. Cette saison 1963-1964 reste une réussite puisque Nantes assure largement son maintien (8e au classement) et parvient également jusqu'en demi-finale de Coupe de France.
Le travail de José Arribas aboutit enfin en 1964-1965 lorsque Nantes surprend la France du football en remportant le titre. Le 30 mai 1965, plus de 20 000 personnes sont rassemblées pour la dernière journée du championnat au stade de Malakoff (rebaptisé Stade Marcel-Saupin en fin de saison, en l'hommage du fondateur mort en janvier 1963). Face à Monaco, le FCN conquiert le titre par une victoire sur le score de 2-1 grâce aux deux vedettes de l'équipe, Jacky Simon (9e minute) et Ramon Muller (14e minute). Simon, meilleur buteur du championnat avec 24 buts est élu meilleur joueur de la saison par la presse et devient surtout le premier joueur nantais appelé en équipe de France, le 24 mai 1965. Muller, de son côté, est le véritable meneur de jeu de l'équipe, admiré du public pour son inspiration et ses gestes hors du commun comme la reprise de volée de trente mètres qui offre le titre au FCN. Cette saison parfaite est complétée par une victoire en Coupe de la Ligue, ainsi qu'au Challenge des Champions contre Rennes (4-2). José Arribas est élu meilleur entraîneur de première division.
La saison 1965-1966 voit Nantes confirmer sa domination de belle manière. Les Nantais terminent cette fois meilleure attaque (84 buts) et meilleure défense (36 buts). Le retour en forme de Philippe Gondet, meilleur buteur du championnat avec 36 buts en 37 matches n'y est pas pour rien. La solide défense emmenée par Daniel Eon dans les buts et la charnière Gilbert Le Chenadec - Robert Budzynski non plus. Les autres joueurs essentiels des deux premiers titres sont Sadek Boukhalfa (ailier gauche parti en 1965 pour rejoindre Bastia), Gabriel De Michèle (arrière gauche surnommé Jaïr par Ramon Muller), Bernard Blanchet (« ailier moderne, capable aussi bien de déborder que de centrer, ou de se faufiler au centre, [...] remarquable dans le jeu aérien », et souvent décisif), Rafael Santos toujours disponible pour pallier les blessures ou encore Jean-Claude Suaudeau (véritable relais d'Arribas au milieu, « parfait relayeur entre la défense et l'attaque »). De Michèle, Gondet et Budzynski participent tous trois à la Coupe du monde de football 1966 mais ne suffisent pas sauver la performance française (élimination au premier tour).
Deux déceptions toutefois sont à noter. D'abord, le FC Nantes se laisse surprendre par le Racing Club de Strasbourg en finale de la coupe de France (0-1), un match qui laisse bien des regrets aux Nantais qui jouent la majeure partie de la rencontre à dix en raison de la blessure de l'indispensable Muller avant la mi-temps. L'autre déception est l'élimination au premier tour de la coupe d'Europe par le Partizan Belgrade (lequel se hissera, il est vrai, jusqu'en finale). Une défaillance renouvelée en 1966-1967 au cours de laquelle Nantes est éliminé en 1/8e de finale par le Celtic Glasgow, qui remportera l'épreuve cette saison-là.
Les deux premiers titres sont suivis d'une période plus difficile. Celle-ci est notamment liée aux départs de Boukhalfa, Guillot (1965), Muller, Santos et Bako Touré (le père de José Touré), qui affaiblissent une équipe vieillissante. Les recrues sont insuffisantes malgré les arrivées, en 1966, du Yougoslave Vladimir Kovacevic et de deux futurs cadres de l'équipe, Michel Pech et Henri Michel. La défense est particulièrement fragile du fait de la longue indisponibilité de Daniel Eon, du départ pour Metz de Le Chenadec en 1967, de la fracture tibia-péroné de Budzynski en 1968 (qui ne lui permettra jamais de retrouver le terrain malgré deux ans de convalescence) et du départ de Claude Robin en 1969. Les remplaçants ne sont pas à la hauteur, notamment Roger Lemerre, qui malgré sa valeur ne s'adapte pas à la défense en zone prônée par Arribas. Seconds en 1967, les Nantais descendent à la 7e place en 1968 et finissent deux fois 10e en 1969 et 1970. Cette saison semble d'ailleurs celle du renouveau puisque le FCN se hisse en finale de Coupe de France mais la surprise se transforme en déroute le 31 mai, au Stade de Colombes lorsque les Nantais sont balayés (5-0) par les Verts, alors au sommet du football français.

### D'un cycle à l'autre (1970-1976)

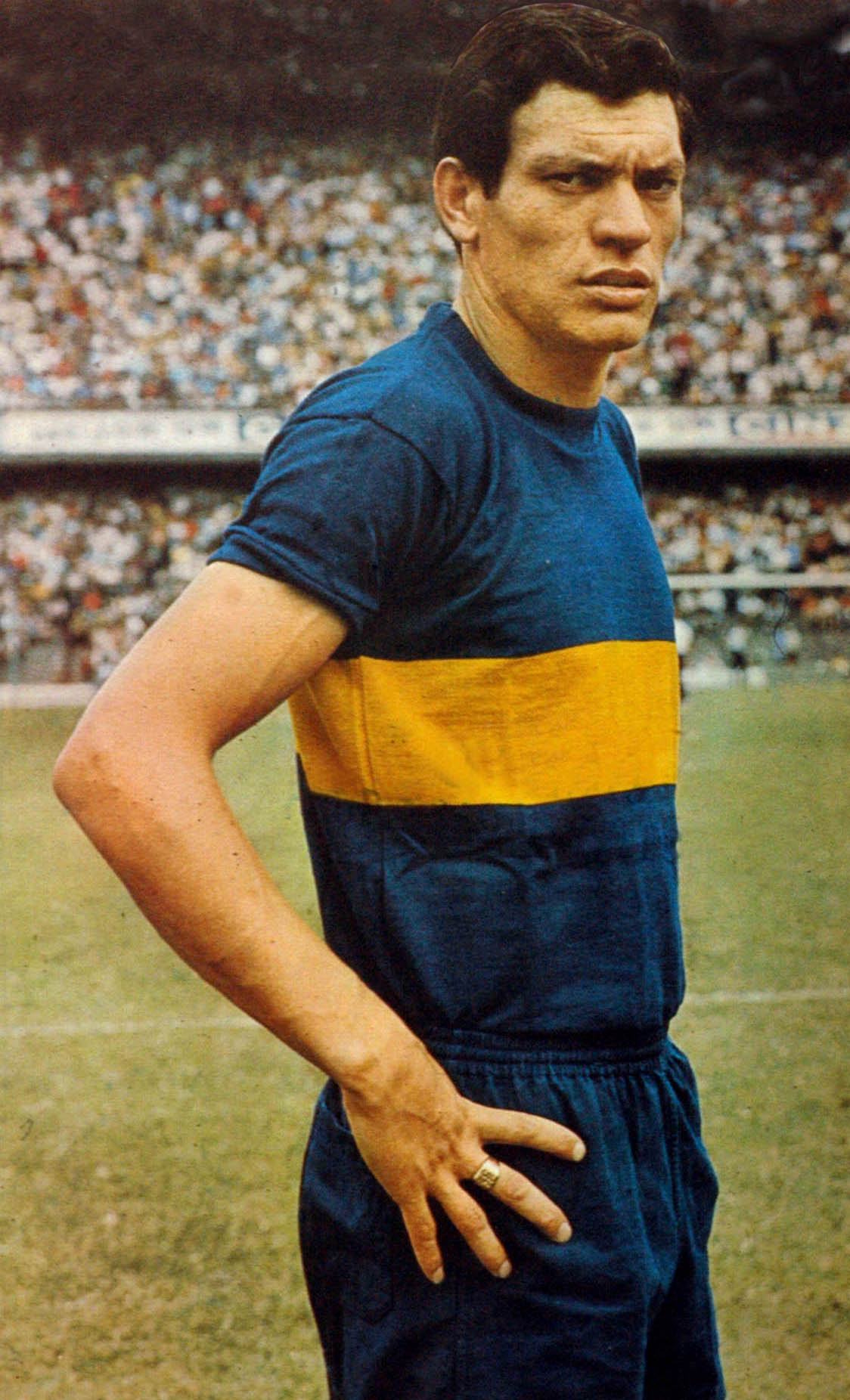
Hugo Curioni, 24 buts en un an de présence (janvier 1974 - janvier 1975)

Les années 1970 commencent avec la domination de l'AS Saint-Étienne d'Albert Batteux et d'un Olympique de Marseille emmené par son canonnier Josip Skoblar. Du côté des Canaris, José Arribas prépare la relève. Du côté des structures d'abord, et ce dès les jours qui suivent la débâcle de la finale de coupe 1970. Robert Budzynski, après sa retraite forcée, se voit confier la fonction de directeur sportif, une première dans le football français. Jean-Claude Suaudeau ensuite prend sa retraite de joueur professionnel mais ne raccroche pas les crampons. Il accepte en effet de devenir entraîneur-joueur de l'équipe réserve, en troisième division, aux côtés de Zaetta. Arribas confie aux deux techniciens la mission claire d'apprendre aux plus jeunes joueurs de l'effectif à assimiler les principes de jeu qui ont fait le succès de Nantes. L'apprentissage est une préoccupation majeure du Basque et sous son impulsion s'ouvre peu après l'embryon d'un centre de formation, en fait un simple « foyer des jeunes » en centre-ville.
Dans le même temps, le club renoue avec le recrutement de jeunes prometteurs : des défenseurs solides comme Patrice Rio ou Bernard Gardon ainsi que Raynald Denoueix, le jeune gardien prometteur Jean-Paul Bertrand-Demanes qui a déjà fait quelques apparitions dans l'équipe première dès 1969, Gilles Rampillon, un jeune attaquant de dix-sept ans qui, entre les entraînements, prépare les concours de Normale Sup au Lycée Clemenceau ou encore René Donoyan, Omar Sahnoun et Claude Arribas (le fils de José).
La tactique du FCN évolue vers un 4-3-3 devenu plus courant sur les terrains européens. Arribas préfère aussi faire évoluer sa défense en ligne vers un partage de la couverture entre un stoppeur et un libéro. Le FCN termine 3e en 1971 et 7e en 1972.
Les joueurs sont désormais rares à avoir connu les deux premiers titres. À l'orée de la saison 1972-1973, on ne compte plus que Bernard Blanchet et Gabriel De Michèle parmi ces vétérans. Les nouveaux cadres de l'équipe sont Henri Michel (capitaine depuis 1971), Michel Pech, Jean-Claude Osman et Gardon, Bertrand-Demanes, Rampillon se sont imposés progressivement comme titulaires. Enfin, quelques recrues de poids ont leur rôle à jouer tels Didier Couécou, attaquant expérimenté du championnat, l'Allemand Erich Maas, ailier gauche venu du Bayern Munich en 1970, ainsi que deux Argentins recrutés par Budzynski. Angel Marcos d'abord, buteur efficace venu en 1971 pour succéder à son compatriote Hugo Curioni et pour enfin occuper un poste orphelin de Gondet. Angel Hugo Bargas ensuite, élu sportif de l'année 1972 en Argentine devant Carlos Monzón, qui rejoint Nantes à la mi-saison après quelques péripéties de procédure qui mènent notamment à la démission du président de l'AFA. Le FC Nantes parvient grâce à cette équipe solide à se hisser à la première place au mois de février et à enlever son troisième titre national devant l'OGC Nice. Une nouvelle fois cependant, le doublé est manqué, les Canaris sont battus au Parc des Princes par l'Olympique lyonnais de Fleury Di Nallo, Serge Chiesa et Bernard Lacombe.
Les saisons suivantes voient Saint-Étienne revenir au premier plan, le FCN est 2e en 1974, 5e en 1975, 4e en 1976 et ne dépasse pas les 1/4 de finale en Coupe de France. Nantes déçoit également, encore, en compétitions européennes : 1/8e de finale (contre Cardiff City) en Coupe des coupes en 1971, 1/16e de finale (contre Tottenham) en Coupe UEFA en 1972, 1/16e de finale encore (contre les amateurs de Vejle BK) en Coupe des champions en 1974, 1/16e de finale toujours (contre le Banik Ostrava) en Coupe UEFA en 1975. En 1976, les dirigeants nantais ne proposent qu'un prolongement de contrat d'un an à José Arribas, arguant qu'ils souhaitent désormais que les techniciens du club soient en fin de contrat chaque saison. Tenant de la stabilité, Arribas préfère quitter le FCN, et signe à Marseille où il sera renvoyé après quelques matches. Il aura passé seize ans d'affilée dans le même club, ce qui est alors un record absolu en championnat de France de football, record battu depuis par Guy Roux à l'AJ Auxerre.

## La constance dans le succès (1976-1988)

### L'ère Jean Vincent I: les jeunes loups (1976-1979)
Un temps pressenti pour succéder à Arribas, Jean-Claude Suaudeau est finalement jugé trop jeune et trop proche des joueurs par la direction qui préfère recruter un entraîneur expérimenté. Les candidats ne manquent pas, Ferenc Puskás lui-même est candidat, mais les dirigeants nantais se tournent finalement vers un autre nom bien connu, Jean Vincent. L'ancien attaquant du Lille OSC et du Stade de Reims, quarante-cinq fois international, arrive avec la mission d'étoffer le palmarès nantais notamment en coupe de France et en coupe d'Europe. Les dirigeants du club ne veulent plus de déceptions, d'éliminations prématurées, de finales ratées.
Pourtant, c'est en championnat que Jean Vincent relance le FCN avec une méthode surprenante. Dès son arrivée il écarte Robert Gadocha et Yves Triantafilos, les deux vedettes incontestables de l'équipe, qu'il juge en méforme, et préfère faire confiance à un trio d'attaquants formés au club et alignés quelques semaines plus tôt par l'équipe de France olympique aux J.O. de Montréal : Loïc Amisse, Bruno Baronchelli et Éric Pécout, « l'attaque olympique » qui va marquer la saison. Poursuivant sur cette lancée, Vincent fait confiance à d'autres jeunes issus de l'apprentissage de Suaudeau comme Thierry Tusseau, Omar Sahnoun, Georges Van Straelen, Gilles Rampillon et Oscar Muller. Cette équipe de jeunes ambitieux et virtuoses commence la saison sur les chapeaux de roue en l'emportant à Metz (1-2) lors de la première journée puis, quelques semaines plus tard, à Sochaux (2-6). Le 15 octobre, les Canaris montrent leurs ressources : menés 0-3 à Saupin par le PSG, ils remontent au score et finissent à 3-3. Nantes fait la course en tête avec Lyon et Bastia : battus à Saupin au printemps, les deux rivaux sont écartés et la jeune garde nantaise est championne de France. Elle parvient aussi en demi-finale de coupe de France, un grand moment de suspense qui tourne en faveur de Saint-Étienne : si le FCN l'emporte 3-0 à Nantes, les Verts remontent au score à Geoffroy-Guichard et, en prolongation, malgré un coup franc de Henri Michel (3-1), parviennent à l'emporter (5-1).
Pendant ce temps le club continue de se structurer : en 1978 ouvre le centre d'entraînement nantais de La Jonelière, loin du centre-ville. Les Nantais y trouvent tranquillité, sérénité mais aussi de grands espaces pour bâtir un véritable complexe sportif et notamment un centre de formation comme il n'en existe pas encore en France.
En 1977-1978, le FC Nantes présente une équipe championne inchangée mais se fait surprendre comme tous les autres engagés du championnat par Monaco : les Canaris sont deuxièmes. En coupe d'Europe aussi, ils se laissent surprendre. Après être venus à bout du Dukla Prague, ils sont accrochés à domicile par l'Atlético de Madrid (1-1). Buteur à l'aller, le jeune Guy Lacombe ouvre le score au stade Vicente Calderon mais les Madrilènes l'emportent finalement (2-1). En coupe de France, Nantes est éliminé par Nice en quarts de finale.
La saison 1978-1979 est toute différente. Elle commence pourtant mal car malgré l'arrivée de Victor Trossero en attaque, le jeu nantais s'étiole et le rendement offensif de l'équipe déçoit. Les Nantais sont rapidement éliminés de la coupe UEFA par le Benfica Lisbonne et comptent jusqu'à neuf points de retard sur Strasbourg en championnat. Jean-Claude Suaudeau est alors promu au rang de « conseiller » de Jean Vincent qui accepte de collaborer plus étroitement avec le disciple d'Arribas. Le travail paie et le jeu s'améliore. En championnat, il est trop tard et Nantes termine à deux points des Alsaciens, mais en coupe de France, les Canaris réalisent enfin ce que l'on attend d'eux. Après un parcours difficile (notamment Marseille en quart de finale) les Nantais se présentent sur la pelouse du Parc-des-Princes pour la finale. Alors qu'on attendait une finale Nantes-Strasbourg, le champion s'est fait surprendre par Auxerre, une surprenante équipe de deuxième division emmenée par un jeune entraîneur qui séduit les médias, Guy Roux. Le public parisien est entièrement derrière le « David » et siffle les Canaris tout au long du match. Les jaunes ne se laissent pas surprendre bien que tenus en échec à la fin du temps règlementaire (1-1). Ils plient le match en prolongation (4-1), notamment grâce à Pécout auteur d'un triplé, exploit unique en finale de coupe. Jean Vincent a rempli sa mission, Nantes a enfin remporté le trophée national qui lui manquait tant.

### L'ère Jean VincentII: près du sommet européen (1979-1982)
La saison 1979-1980 est d'abord celle du retour au sommet en championnat. Renforcés par la venue de l'Argentin Enzo Trossero (sans lien familial avec Victor) venu pallier le départ de Sahnoun à Bordeaux, les Nantais bénéficient aussi d'évolutions tactiques (Henri Michel passant en défense après la retraite de Bargas), de la confirmation de certains talents (Bossis, Tusseau, Baronchelli) et de l'éclosion de nouveaux jeunes, notamment l'attaquant José Touré, fils de Bako Touré et deux latéraux, Michel Bibard et William Ayache. Le titre est remporté avec trois points d'avance sur Sochaux et Saint-Étienne mais la vraie surprise de la saison est européenne : les Nantais s'expriment enfin au niveau continental en Coupe des coupes. Ils éliminent le Steaua Bucarest puis le Dynamo de Moscou. En demi-finale, Nantes a ses chances face au Valence CF d'Alfredo Di Stéfano emmené par Mario Kempes et Rainer Bonhof. À l'aller, à Saupin, le festival offensif nantais est hélas mal reflété par le score d'autant que Kempes parvient à inscrire un but sur sa seule occasion (2-1). Nantes garde toutes ses chances au retour. Mais à l'aéroport, alors qu'ils embarquent pour Valence, les Canaris apprennent une bien triste nouvelle : leur ami Omar Sahnoun vient de mourir d'une crise cardiaque, à l'entraînement de Bordeaux. Cet événement pèse sur le moral et la concentration des Nantais qui sont sèchement battus à Valence (4-0). Il faut aussi dire que Nantes n'a pas un attaquant de la trempe de Kempes, encore deux fois buteur au retour. La déception de la défaite ne doit pourtant pas masquer la réussite que constitue cette demi-finale : Nantes existe désormais au niveau européen, parmi les grands. Un fait anecdotique marque d'ailleurs l'été 1980 : venu pour un concert, Bob Marley et les Wailers participent à un petit match à cinq contre cinq à la Jonelière, face à quelques Nantais.
La saison suivante est moins glorieuse. Pécout est longtemps blessé, Victor Trossero est parti et le seul renfort tangible est Fabrice Poullain, issu du centre de formation. Nantes compte sur ses qualités et son jeu mais en coupe UEFA, cela ne suffit pas face à l'Inter Milan, qui élimine les Canaris en 1/8e de finale (1-2 à Nantes, 1-1 à San Siro). Puis en coupe de France, Bordeaux met un terme au parcours nantais (1-4 à Nantes, 4-6 à Bordeaux). Saupin n'est plus une forteresse imprenable. Invaincus à domicile en championnat depuis le 15 avril 1976 (défaite contre le PSG), avec une série inégalée de 92 matches sans défaite (80 victoires et 11 nuls, 237 buts marqués contre 52 encaissés), les Nantais sont finalement battus par Auxerre et un but de Patrick Remy. Tenus en échec à domicile par Saint-Étienne (1-1), les Nantais perdent le titre au profit des Verts. Jean Vincent est de plus en plus contesté à la tête d'une équipe surnommée « l'Inter de Nantes ». Pourtant, à l'été 1981, Nantes parvient à recruter un joueur d'exception en la personne du Yougoslave Vahid Halilhodžić, l'un des meilleurs attaquants européens. Cependant l'adaptation de ce dernier est difficile. De son propre aveu, il met du temps à s'intégrer au jeu en mouvement du FCN. Vite lâché en championnat, éliminé par Lokeren en 1/32e de finale de coupe UEFA et par Nœux-les-Mines en 1/32e de coupe de France, Nantes va mal. Jean Vincent est devenu indésirable et avant même la fin de saison, il quitte le club pour devenir sélectionneur du Cameroun pour la Coupe du monde de football de 1982. Jean-Claude Suaudeau reprend naturellement les rênes pour terminer la saison, Nantes se classant sixième. Bossis est le seul Canari qui participe à la coupe du monde en équipe de France. À l'entame de la saison 1982-1983, beaucoup d'interrogations entourent Nantes.

### Jean-Claude Suaudeau, l'héritier (1982-1988)

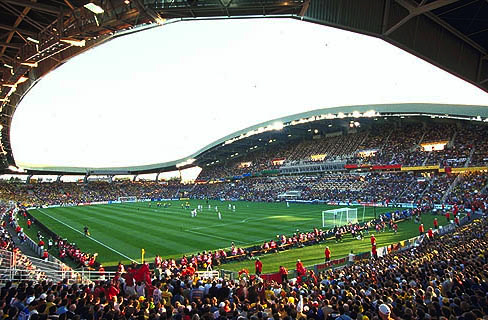
Le FC Nantes emménage en 1984 dans le tout nouveau stade de la Beaujoire, à l'architecture audacieuse.

Le changement d'entraîneur accompagne une fin de cycle évidente. Henri Michel prend sa retraite cet été là et Gilles Rampillon rejoint l'AS Cannes : les deux leaders de l'équipe, les deux relais préférés de Jean Vincent sur le terrain aussi quittent donc Nantes. Changement d'ère mais comme au précédent changement d'entraîneur, ces ajustements permettent au club de retrouver un succès immédiat. Aucun renfort extérieur n'est recherché mais l'équipe arrive à maturité sous les ordres de « Coco » Suaudeau et est souvent considérée comme la meilleure de l'histoire du club notamment par l'entraîneur lui-même. Vahid Halilhodžić trouve enfin ses marques, Loïc Amisse et Bruno Baronchelli brillent de mille feux sur les ailes, José Touré devient un atout majeur dans un rôle d'attaquant de soutien si brillant qu'il est surnommé Le Brésilien et, au milieu, l'infatigable Oscar Muller bénéficie de l'apport de Seth Adonkor, aux moyens physiques hors du commun, qui préfigure le poste de milieu défensif récupérateur qui se généralisera dans le football des années 1990. Devant l'éternel Jean-Paul Bertrand-Demanes, la défense trouve également son équilibre autour de Maxime Bossis, replacé comme libéro et promu capitaine, aux côtés de l'inusable Patrice Rio et, sur les côtés, de Thierry Tusseau à gauche et de William Ayache à droite. Peu nombreux, les remplaçants ont également leur rôle à jouer, notamment Michel Bibard et Fabrice Poullain. Nantes termine champion de France en surclassant notamment Bordeaux et le PSG, avec des statistiques impressionnantes : 58 points, meilleure attaque (77 buts marqués), meilleure défense (29 buts encaissés) et 27 réalisations pour le seul Halilhodzic, meilleur buteur de D1. Pourtant, une nouvelle fois, Nantes manque le doublé. La rencontre face au PSG, malgré le handicap du stade (la rencontre est jouée au Parc des Princes), les Canaris survolent la première mi-temps et mènent 2-1 à la pause grâce à Baronchelli et à un but d'anthologie de José Touré, mais ils ne parviennent pas à concrétiser leurs nombreuses occasions en seconde mi-temps. Les Parisiens sont relancés par Safet Sušić avant que Nabatingue Toko n'enterre les espoirs nantais.
D'autres espoirs sont déçus la saison suivante. Le départ de Thierry Tusseau à Bordeaux contre la volonté du club trouble la sérénité nantaise,. L'équipe déçoit en championnat (6e, à neuf points de Bordeaux) mais aussi en coupe d'Europe. Les Canaris sont piégés dès le premier tour par le Rapid de Vienne d'Antonin Panenka, 0-3 à l'extérieur, 3-1 à domicile. Débute alors une période nouvelle pour le club, dans des conditions plus difficiles, sur sa nouvelle pelouse du Stade de la Beaujoire, écrin qui fait la fierté du FCN mais dont les tribunes souvent à moitié vides n'ont pas la même chaleur que celles du vieux Stade Saupin.
Pourtant revenu à la deuxième place en 1985, toujours derrière Bordeaux, le club ne peut plus rivaliser financièrement avec ses concurrents et Suaudeau doit se résigner à voir partir ses meilleurs joueurs année après année. En 1985 le FCN perd Bossis (Matra Racing), Bibard et Poullain (PSG) et les recrutements sont de moins en moins à la hauteur. En 1985, le club recrute le solide Yvon Le Roux en défense et l'excellent meneur Argentin Jorge Burruchaga, peut-être le plus talentueux de l'histoire du club, champion du monde un an plus tard. Le club demeure deuxième, derrière le PSG cette fois, et effectue un excellent parcours en coupe UEFA, en éliminant notamment le Partizan Belgrade (1-1 à l'extérieur, puis un festival offensif et un score de 4-0 au match retour) et le Spartak Moscou (0-1 à l'extérieur, 1-1 à domicile) avant d'être éliminé avec les honneurs par l'Inter (0-3 à San Siro et 3-3 à domicile, après avoir longtemps tenu un score de 3-1).
Le problème s'aggrave surtout la saison suivante : en 1986, le FCN perd Touré (Bordeaux), ainsi qu'Halilhodzic et Ayache (PSG) et les recrues ne sont pas du même ordre (Philippe Anziani, Patrice Garande, Julio Olarticoechea). Cette politique désastreuse s'accélère cependant avec le nouveau président Max Bouyer, nommé en décembre 1986 et à l'origine d'autres recrutements tout aussi inadéquats, en particulier Mo Johnston et Frankie Vercauteren en 1987, recrutés à prix d'or avec un statut de vedettes, et qui déçoivent chacun à leur manière. L'intégration de jeunes talentueux depuis plusieurs saisons (Michel Der Zakarian, Antoine Kombouaré, Didier Deschamps ne suffit pas à équilibrer les départs. La malchance s'y ajoute : Burruchaga est également écarté des terrains presque constamment sur blessure à partir de 1987.
Nantes plonge donc brutalement au classement. Ces bouleversements permanents empêchent à l'équipe de conserver son jeu léché et Suaudeau n'y peut rien : le FCN est 12e en 1987 et 10e en 1988. Le président Bouyer fait peser toutes les responsabilités sur les épaules de l'entraîneur et le démet de ses fonctions : Nantes vit la première vraie rupture de son histoire depuis 1960.

## Crise et renouveau (1988-2001)

### La sombre période Bouyer-Blazevic (1988-1992)

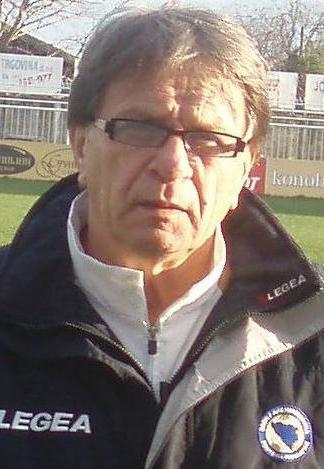
Miroslav Blazevic est entraîneur du FC Nantes de 1988 à 1991.

Max Bouyer nomme au poste d'entraîneur un étranger, Miroslav Blazevic, un yougoslave passé par le Grasshopper-Club Zurich et le Dinamo Zagreb. Les changements sont immédiats : Blazevic aligne dès le début du championnat ses recrues, Boris Diecket, Joël Henry, Jean-Claude Milani dans les buts et William Ayache revenu de Marseille. Les départs les plus notables sont ceux de Michel Der Zakarian et de Jean-Pierre Bade qui n'a pas convaincu. Cette première saison de Blazevic est plutôt positive : bien accepté par les vedettes Vercauteren et Mo Johnston, il profite de la révélation de l'année, Didier Deschamps auquel il confie le brassard de capitaine à seulement vingt ans. L'équipe termine à la septième place.
La spirale positive fait cependant long feu. Plusieurs facteurs entrent en jeu. Le recrutement d'abord : si Nantes bénéficie de l'arrivée de Paul Le Guen la plupart des recrues du tandem Bouyer-Blazevic se révèlent de coûteux échecs comme Diecket ou Milani dès 1988-1989 puis de Dragan Jakovljevic, choisi par Blazevic mais décevant en attaque et bientôt supplanté par le jeune Patrice Loko ou encore de Claude Lowitz, Patrice Eyraud, Thierry Fernier, Jean-Louis Lima, sans parler du retour médiatisé mais inutile de Max Bossis après un an de retraite. Un autre feuilleton déstabilise le club, celui du départ de Didier Deschamps. Le talentueux espoir est naturellement convoité notamment par l'OM de Bernard Tapie. D'abord annoncé partant pour l'intersaison 1989, Deschamps reste finalement mais signe précipitamment au mois de novembre : Bouyer et Tapie s'entendent à l'occasion du match France-Chypre (2-0), auquel participe Deschamps, le 18 novembre. Quelques jours plus tard, Marseille rend visite à Nantes (0-0) et le joueur n'est pas aligné. D'autres soupçons entourent le match et certaines opérations financières ne sont toujours pas élucidées. Les relations entre Blazevic et l'OM sont d'ailleurs l'objet d'un mystère tenace. Le 28 avril 1990, Nantes reçoit Bordeaux et les Canaris vivent une scène surréaliste dans les vestiaires, avant la rencontre. L'entraîneur leur annonce en effet qu'il s'est entendu avec Bernard Tapie pour que l'OM, au coude-à-coude avec Bordeaux pour la première place, verse aux joueurs nantais une prime en cas de victoire. Paul Le Guen, capitaine, refuse au nom de ses coéquipiers : le FCN s'impose tout de même, 2-1, grâce aux buts de Loko et Christophe Robert.
Le public, déçu par les résultats et le niveau de jeu, délaisse la Beaujoire : le 14 avril 1990, seulement 4 000 spectateurs assistent à un match contre Toulon. La saison 1990-1991 signe l'échec du tandem Bouyer-Blazevic : les résultats empirent à l'automne et le FCN ne parvient plus à gagner à partir de la 18e journée (Nantes 2-2 Nice). La 24e journée est une catastrophe : le 27 janvier Nantes est balayé au stade Vélodrome, 6-0. Marseille, qui suscite tant de questions autour de la personne de Blazevic, provoque le renvoi de ce dernier dès le lendemain. Jean-Claude Suaudeau retrouve immédiatement le poste d'entraîneur. N'ayant reçu aucune proposition intéressante à la suite de son renvoi de 1988, il avait en effet accepté de rejoindre l'encadrement du centre de formation. Il parvient à arracher le maintien et les Canaris terminent à la quinzième place, la pire de leur histoire depuis la montée en D1. L'espoir est pourtant présent grâce au retour de Suaudeau et à l'émergence de joueurs formés par ce dernier et Raynald Denoueix : Desailly, Patrice Loko, Nicolas Ouédec ainsi que Stéphane Ziani, Christian Karembeu et Japhet N'Doram, intégrés à l'effectif au début de la saison 1991-1992. Le joueur tchadien en particulier montre un immense talent d'attaquant qui lui vaut bientôt son surnom trouvé par Joël Henry : « le Sorcier ».
Le FC Nantes n'est cependant pas encore épargné par les tourments. L'épilogue de la présidence de Max Bouyer est en effet à la hauteur des errements de ce dernier, un déficit de 36 millions de francs ayant été révélé en janvier 1991, le club ne parvient pas à rétablir l'équilibre financier malgré la vente des meilleurs joueurs (Paul Le Guen au PSG, Christophe Robert à Monaco), le club doit rendre des comptes en fin de saison devant la DNCG : le déficit s'élève cette fois à plus de 60 millions de francs. Rétrogradé administrativement en D2, le club est repêché quinze jours plus tard grâce à un plan de sauvetage présenté par la mairie avec la collaboration du département et de la région. Le club est scindé en deux entités, l'association FC Nantes d'une part (encadrant le centre de formation) et une société anonyme à objet sportif (SAOS) d'autre part (pour le club professionnel proprement dit). Le président Bouyer doit présenter sa démission et est remplacé par Guy Scherrer, dirigeant de la Biscuiterie nantaise. Le FCN est maintenu en D1 sous conditions : il doit donc se séparer de ses meilleurs éléments pour renflouer les caisses. Thierry Bonalair, Jorge Burruchaga enfin rétabli, Marcel Desailly, Jean-Jacques Eydelie, Joël Henry, Johnny Mølby et Jean-Louis Lima quittent le club : c'est le prix à payer pour que le sport retrouve enfin ses droits.

### SuaudeauII, le retour au sommet (1992-1997)

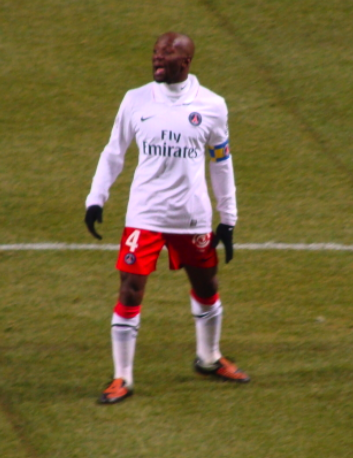
Claude Makelele, au club de 1991 à 1997

La saison 1992-1993 se déroule sous le signe du renouveau : l'équipe nantaise met en avant de jeunes joueurs formés au club (Patrice Loko, Reynald Pedros, Christian Karembeu, Nicolas Ouédec, Laurent Guyot, Jean-Michel Ferri) et des recrues embauchées pour leur potentiel (Japhet N'Doram, Claude Makelele, Serge Le Dizet). Les résultats répondent aux attentes, en championnat d'abord grâce à une cinquième place qualificative en coupe UEFA, en coupe de France ensuite puisque le FCN parvient en finale. Face au PSG, dix ans après la précédente finale entre les deux clubs, les jeunes Canaris sont victimes de leur inexpérience en seconde mi-temps : après un penalty généreux pour les Parisiens, les Nantais subissent trois expulsions et sont largement battus 3-0. La seule fausse note de la saison est une défaite à domicile contre Marseille (0-2), un match par ailleurs entouré de soupçons, une rumeur insistante affirmant pendant le match que Vulic, d'ailleurs transparent et sorti à la mi-temps, aurait été soudoyé par des émissaires de l'OM. Des doutes renforcés quelque temps plus tard, lorsqu'éclate l'affaire OM-VA et par certains éléments de l'enquête.
Le sport français vit décidément des heures difficiles, quelques semaines plus tard en rugby, le FC Grenoble se voit privé du titre de champion de France dans une sombre affaire,.
Le FCN fête dans la joie ses cinquante ans d'existence en rencontrant Botafogo lors d'un match amical qui se solde par une victoire 2-0,. Lors de la saison 1993-1994, le club confirme ses performances nationales, avec une cinquième place en championnat qualificative en coupe UEFA, et une demi-finale de coupe de France. Cependant, l'élimination face à Auxerre à domicile (0-1) comme celle face au Valence CF en coupe UEFA (1-1 à domicile, 1-3 à l'estadio de Mestalla), révèle encore un certain manque d'expérience. Un an après son arrivée, le jeune Noureddine Naybet quitte le club pour un grand club européen, le Sporting Portugal.
L'ossature de la jeune équipe est maintenue pour la saison 1994-1995, qui est une année de records : 32 matches sans défaite, meilleure attaque (71 buts marqués), meilleure défense (34 buts encaissés), deux places sur le podium des meilleurs buteurs (Patrice Loko premier avec 22 buts, Nicolas Ouédec troisième avec 18 buts) et meilleur entraîneur élu en la personne de Suaudeau. Les supporters nantais s'habituent au « tarif maison », c'est-à-dire à voir les Canaris marquer trois buts par match à la Beaujoire, ce qui se produit à dix reprises en dix-neuf matches (dont quatre fois 3-0). La victoire contre le PSG, champion en titre, le 19 août 1994 est un moment fort de l'année : le seul but de la partie est inscrit par Loko à la conclusion d'un mouvement rapide et instinctif, révélateur du travail collectif de l'équipe. « Sur un long dégagement de Karembeu qui finit en touche, Cauet s'empare du ballon et l'offre vivement à Pedros qui le réclame. Le double une-deux qui s'ensuit avec Loko, le dernier ne touchant même pas le sol, suppose des heures de travail les yeux fermés, aboutit à cette reprise de volée du droit qui finit sur la gauche de Lama. » Ce collectif se travaille notamment pendant des heures d'efforts dans la « fosse », terrain en dur installé à la Jonelière et entouré de trois murs bétonnés « qui favorisent le jeu rapide, court, à une touche. » L'équipe nantaise s'appuie alors sur des éléments novateurs. D'abord, la présence de milieux récupérateurs comme Jean-Michel Ferri, un profil de joueur qui va se généraliser dans le football des années suivantes, et surtout le travail collectif qui ne laisse pas à un seul joueur la responsabilité de la tâche de récupération. Suaudeau l'affirme : « Je conçois le jeu d'attaque à travers la récupération, voilà un des grands principes du club. » Ensuite, la rapidité, destinée notamment à compenser certaines faiblesses notamment techniques : « techniquement, [l'équipe de 1995] était très moyenne, moins forte que 83 par exemple. Et l'option que j'avais choisie, c'était : bon, techniquement, on a des lacunes, mais il faut qu'on surprenne. Et alors, on allait à mille à l'heure. Et ça, c'était très spectaculaire. » La saison n'est toutefois pas parfaite. En coupe de France les Canaris sont défaits de manière surprenante par Saint-Leu (National 1), aux tirs au but et en coupe UEFA, handicapés par la blessure de leurs trois gardiens de but remplacés par l'entraîneur des gardiens Jean-Louis Garcia, ils perdent à Leverkusen (5-1) sur un score trop lourd pour être rattrapé à domicile (0-0).
Le FCNA perd deux de ses meilleurs joueurs avant la saison 1995-1996 : Patrice Loko rejoint le PSG, et Christian Karembeu la Sampdoria. Les Canaris, aussi affaiblis par une longue blessure de Nicolas Ouédec, terminent à la septième place. En revanche les Nantais font étalage de leur talent en Ligue des champions. Qualifiés dans le groupe A et victorieux du Spartak Moscou en quarts de finale, ils se hissent en demi-finale face à la Juventus de Didier Deschamps. Les Italiens tirent parti de l'inexpérience nantaise. À Turin, Carotti est expulsé sur une simulation de Michele Padovano, et Éric Decroix est à l'inverse sorti sur un coup de coude non sanctionné du même Padovano (nez cassé). Le score est sans appel : 2-0 pour la Juve. « Nantes continue d’apprendre mais le problème, c’est qu’on ne retient pas toujours la leçon », affirme Suaudeau. Au match retour, la Juventus concrétise sa domination en début de match par un but de Vialli mais Nantes égalise à la 44e par Éric Decroix. En deuxième mi-temps, Paulo Sousa redonne l'avantage aux siens et pour l'honneur, les Nantais finissent par remporter le match 3-2 grâce à N'Doram et Renou mais la Juve se qualifie et remporte la finale contre l'Ajax Amsterdam. Malgré ces succès, Suaudeau redoute la dislocation de son équipe : « On ne peut pas rester ensemble. À Nantes, on ne reste jamais ensemble. Si, le temps d’une saison. C’est comme ça... Dans cette compétition, il n’y a pas de secret : il faut des joueurs de niveau européen. Nous, ils le deviennent. Mais ils ne restent pas. »
De fait, Cauet, Kosecki, Ouédec, Pedros et Renou quittent le navire. Le début de saison 1996-1997 est catastrophique avec dix matches sans victoire à l'entame du championnat. Le public furieux se retourne contre la direction du club et le recrutement de Robert Budzynski. Le réveil a pourtant enfin lieu le 5 octobre contre Nice. Les Canaris signent un carton (7-0) avec sept buteurs différents. Dès lors, la tendance s'inverse et le FCNA demeure invaincu pendant 30 journées (à deux matches du record de 1995), Japhet N'Doram inscrit 21 buts, juste derrière le meilleur buteur du championnat Stéphane Guivarc'h (22 buts). Nantes manque une nouvelle qualification en Ligue des champions : lors de la dernière journée les Canaris sont battus à Monaco (2-1) après un but refusé à Le Roux pour un hors-jeu inexistant alors qu'un nul aurait suffi à terminer à la seconde place à la place du PSG. Le jeune Mickaël Landreau (17 ans) s'impose dans les buts. Contre Bastia, à l'automne, alors que Nantes est au plus mal, pour sa première titularisation (sur blessure de Casagrande et Loussouarn), il permet de conserver un score nul (0-0) en arrêtant un penalty de Lubomir Moravcik. Rassurant et travailleur, il est maintenu dans les buts par Suaudeau tout le reste de la saison. Par ailleurs, ébranlé par le début de saison, le président Guy Scherrer démissionne le 30 octobre 1996, remplacé par Jean-René Toumelin.
Une page se tourne ensuite à l'intersaison. Une nouvelle fois confronté au départ de plusieurs cadres (N'Doram, Makelele et Pignol), Jean-Claude Suaudeau décide de passer la main à une semaine du début du championnat. Raynald Denoueix, directeur du centre de formation destiné à lui succéder (et préparé à cela depuis 1995), et finaliste de la coupe Gambardella avec les jeunes en 1996, lui succède. Suaudeau demeure au club pour une ultime saison afin de faciliter la transition et de participer à la supervision de l'entraînement.

### Denoueix, garant des valeurs (1997-2001)

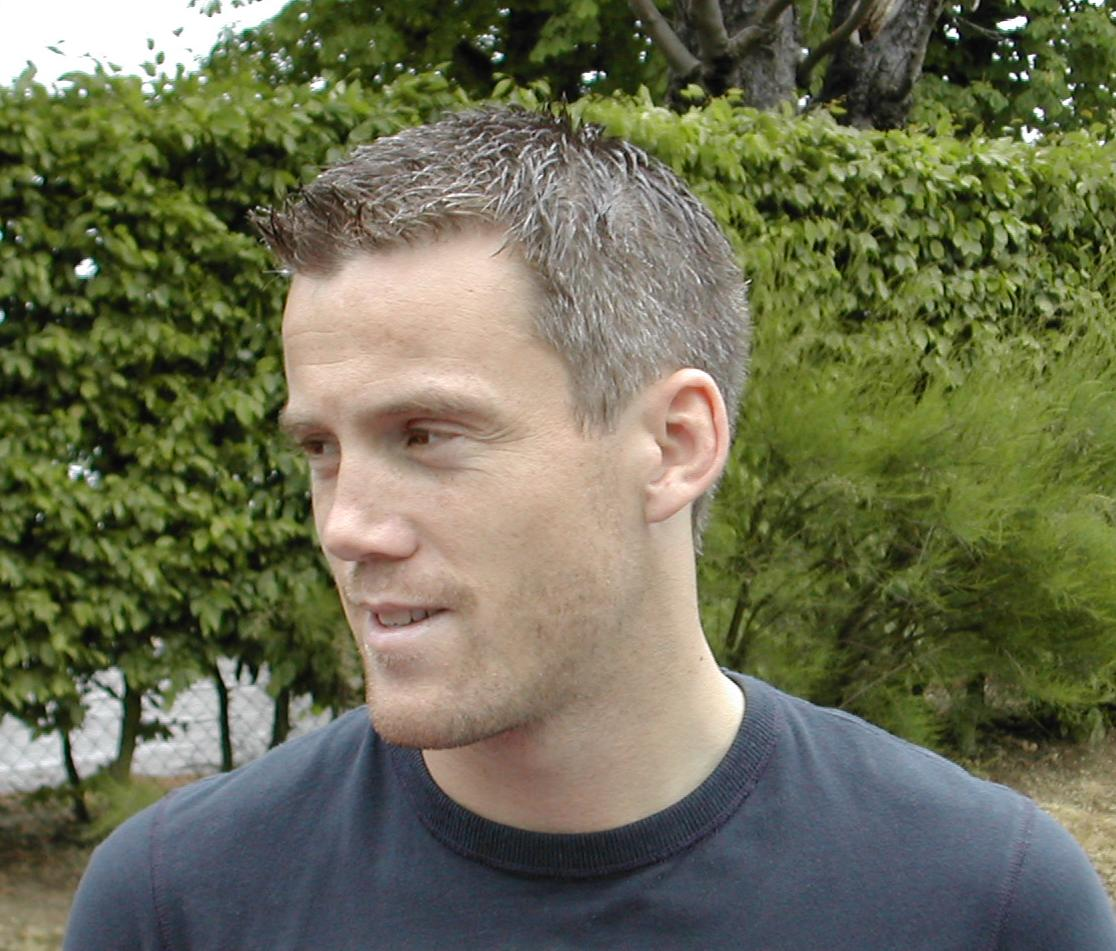
Mickaël Landreau incarne la nouvelle génération dirigée par Raynald Denoueix, avec deux coupes et un championnat.

L'entraîneur et ancien formateur du club Raynald Denoueix retrouve des joueurs qu'il a formé tels Mickaël Landreau, Jean-Michel Ferri, Frédéric Da Rocha, Nicolas Savinaud et les néo-professionnels Éric Carrière, Olivier Monterrubio ou Salomon Olembe. L'équipe n'en est pas moins affaiblie par les vagues de départs depuis des années, toujours mal compensés. La saison 1997-1998 est décevante dans toutes les compétitions (11e en championnat, éliminations précoces en coupes). Le recrutement se veut plus ambitieux à l'été 1998 avec trois arrivées notables : Néstor Fabbri, international argentin notamment sélectionné lors de la Coupe du monde 1990 avec l'Argentine, Antoine Sibierski qui souhaite se relancer après des soupçons de dopage infondés lors de son passage à AJ Auxerre et enfin l'attaquant argentin Diego Bustos, impressionnant en début de saison puis stoppé par une blessure. Kléber Bobin remplace également Jean-René Toumelin à la présidence du club. Le FCNA du néo-capitaine Mickaël Landreau se porte mieux, termine 7e du championnat et remporte la coupe de France après une finale sans gloire contre Sedan, sur un pénalty litigieux (simulation) transformé par Monterrubio (58e). Des jeunes joueurs se distinguent : Éric Carrière et Charles Devineau à l'animation au milieu, Sébastien Piocelle comme milieu défensif et Olivier Monterrubio, élu meilleur espoir du championnat.
En 1999-2000, le jeu restant séduisant mais la finition étant défectueuse. Le FCNA connaît un championnat difficile, terminant douzième mais ne sauvant en fait sa place qu'à la dernière journée via une victoire au Havre dans un match tendu. Emmenée par Sibierski, qui inscrit 23 toutes compétitions confondues, l'équipe connaît néanmoins quelques sommets. En coupe UEFA, Nantes passe deux tours et rencontre l'Arsenal FC d'Arsène Wenger. Les « Gunners » domine les Canaris 3-0 à l'aller à Highbury mais ceux-ci font bonne figure au match retour : Sibierski ouvre le score puis Gilles Grimandi, Thierry Henry et Marc Overmars donnent l'avantage aux Anglais, avant que Sibierski et le jeune Marama Vahirua n'égalisent (3-3). En Coupe de France, les Canaris conservent leur titre lors d'une finale tendue face aux amateurs de Calais soutenus par tout le stade de France. Un penalty de Sibierski à la dernière minute libère le FCNA, encore une fois de façon litigieuse puisqu'Alain Caveglia subit une faute à la limite de la surface,.
À l'été 2000 Nantes perd notamment Antoine Sibierski, parti à Lens pour satisfaire ses exigences salariales, mais se renforce avec les arrivées notamment du latéral Nicolas Laspalles, du Sylvain Armand, de Stéphane Ziani, formé au club et prêté par Bordeaux, et enfin de l'attaquant Viorel Moldovan, recruté au Fenerbahçe SK pour le montant de transfert record du club (40 millions de francs). Ces investissements sont facilités par la vente du club. Les finances ayant été apurées depuis 1992, la mairie cède le FCNA à la Socpresse. Après un début de saison moyen, l'équipe prend forme : le jeune Sylvain Armand se révèle comme arrière gauche, Mathieu Berson se révèle incontournable au poste de milieu défensif, à ses côtés Éric Carrière devient l'animateur du jeu dans un poste de relayeur, Ziani et Frédéric Da Rocha animent les ailes, Moldovan approche de son meilleur niveau physique et Monterrubio profite de la présence du roumain dans la surface pour jouer dans les espaces. Les Canaris enchaînent cinq victoires au mois de novembre et passent les fêtes de fin d'année en tête du championnat. Lors des matchs retour, ils réalisent une nouvelle série de huit victoires, notamment dus à l'éclosion de Vahirua, irrésistible joker (7 buts) qui offre au club son huitième titre à l'avant-dernière journée face à Saint-Étienne (1-0) le 12 mai. Le club n'est pas loin de faire un doublé coupe-championnat, arrêté à la fois en demi-finale de coupe de France par Strasbourg et en demi-finale de Coupe de la Ligue par Lyon. Enfin, en coupe UEFA, les Canaris sont éliminés de justesse par le FC Porto (3-1 à l'Estádio das Antas, 2-1 à la Beaujoire, score cumulé 4-3) en 1/8e de finale. Le sacre nantais est complet : meilleur passeur du championnat (11 passes décisives), Éric Carrière est élu meilleur joueur du championnat et Raynald Denoueix meilleur entraîneur, lors des Oscars du football. Enfin, Éric Carrière (no 10 en l'absence de Zidane), Mickaël Landreau et enfin Nicolas Gillet sont sélectionnés en équipe de France lors de la Coupe des confédérations 2001.
Ce que les Canaris ignorent alors, c'est que le club va passer de la gloire au désespoir en seulement six mois. L'intersaison qui se voulait ambitieuse (recrutement de Pierre-Yves André, Olivier Quint et rachat du contrat de Stéphane Ziani) voit cependant partir Olivier Monterrubio et surtout Éric Carrière qui s'était engagé à rester,. En première phase de Ligue des champions, Nantes est le seul club français à se qualifier, en particulier grâce à des victoires contre le PSV Eindhoven (4-1 à la Beaujoire) et contre la Lazio Rome (1-3 au Stadio Olimpico, 1-0 à la Beaujoire). Mais privé de son meneur de jeu, le FCNA ne remporte sa première victoire en championnat qu'à la 11e journée et reste en position de relégable jusqu'à la trêve. Le FC Nantes, dirigé depuis quelques semaines par Jean-Luc Gripond nommé en remplacement de Kléber Bobin par la Socpresse, se sépare alors de Raynald Denoueix, champion en titre et héritier d'une tradition sportive entretenue depuis 1960.

## Les années 2000: quand la crise devient chronique

### Une relégation inéluctable (2001-2007)

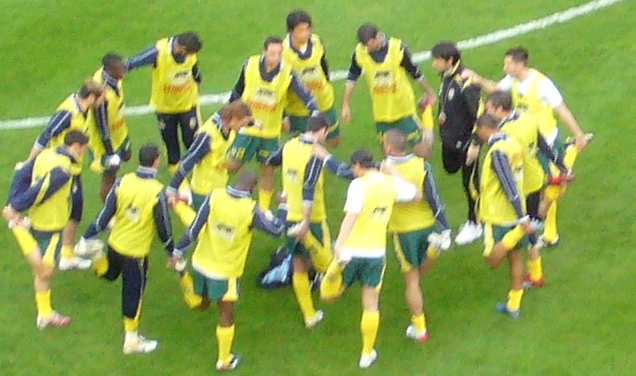
Joueurs à l'échauffement en 2007

Angel Marcos, ancien attaquant du club, prend les commandes du FCNA et bénéficie de l'arrivée de deux recrues importantes, les défenseurs Mario Yepes et Mauro Cetto. En début d'année 2002, les résultats s'améliorent spectaculairement : le dernier match de Raynald Denoueix aura été le premier d'une série de six rencontres sans défaite, soit seize points pris sur dix-huit possibles. Les Canaris se classant même troisièmes des matches retour du championnat. Le match le plus intense de la saison demeure le match nul contre le Manchester United de David Beckham, Ryan Giggs et Ruud van Nistelrooy (1-1), en seconde phase de Ligue des champions : les Canaris mènent tout le long du match, Van Nistelrooy n'égalisant qu'en toute fin de rencontre sur penalty. Nantes, concentré sur le championnat, termine en dernière position de son groupe complété par Boavista et le Bayern Munich.
La saison 2002-2003 confirme la perte de vitesse rapide du club. Néstor Fabbri, figure historique du FCNA, quitte le club. Le plus gros transfert de l'histoire du club (6 millions d'euros), le jeune attaquant portugais d'origine congolaise Ariza Makukula, se révèle une déception complète (18 matches, 1 but). L'équipe n'affiche plus la santé du printemps 2002, offrant un jeu offensivement appauvri et jouant les seconds rôles en championnat, avec une neuvième place au classement final. En coupe de la Ligue, Nantes élimine le PSG au Parc-des-Princes en 1/16e de finale (2-3), en particulier grâce à un arrêt sur penalty du spécialiste Mickaël Landreau : face à Ronaldinho, le gardien se tient nettement excentré sur la gauche, l'attaquant, perturbé, hésite avant de tirer sur Landreau. Mais le FCNA est ensuite éliminé en quarts de finale. Angel Marcos, en rupture avec les joueurs qui composent l'équipe, est démis de ses fonctions en fin de saison. Loïc Amisse, entraîneur de l'équipe réserve et figure historique du club, prend la relève. L'équipe est affaiblie par les départs de Viorel Moldovan en fin de contrat et Éric Djemba Djemba, révélé au milieu du terrain cette saison-là et rapidement cédé à Manchester United. La première partie de saison 2003-2004 est donc logiquement timide (27 points à mi-parcours, 9e place). À mi-saison, Moldovan revient au club après avoir résilié son contrat à Al Wahda Abu Dhabi et l'Ivoirien Gilles Yapi-Yapo vient épauler Stéphane Ziani à l'animation offensive. Moldovan effectue un retour impressionnant et inscrit onze buts en douze matches de championnat. Le FCNA progresse, termine 6e du championnat et réussit de bons parcours en coupes avec une finale de Coupe de la Ligue et une demi-finale coupe de France perdues aux tirs au but.
L'intersaison 2004 est décisive dans la détérioration du club. Alors que la reprise de la Socpresse par Serge Dassault fait de l'industriel le nouveau propriétaire du FCNA, le président du club Jean-Luc Gripond entérine la vente de sept joueurs titulaires : Mario Yepes, Sylvain Armand, Marama Vahirua, Stéphane Ziani, Mathieu Berson ; ainsi que le départ en fin de contrat de Nicolas Gillet et Viorel Moldovan. Ces départs ne sont pas compensés et Gripond est en première ligne des critiques. À Noël, alors que le club est dix-septième du championnat, le capitaine Mickaël Landreau critique publiquement son président et Loïc Amisse, remplacé peu après par le directeur du centre de formation et entraîneur de la réserve Serge Le Dizet. Malgré des satisfactions comme le titre de meilleur espoir de Toulalan et les bons débuts du jeune attaquant roumain Claudiu Keserü, le club est avant-dernier du classement à une journée de la fin, et sauve sa place en L1 grâce à une victoire contre Metz (1-0) combinée aux défaites de Caen et Bastia. Il s'agit du pire classement depuis l'accès du club à la première division en 1963, la saison se termine dans une ambiance délétère et l'actionnaire Serge Dassault scelle le sort de Jean-Luc Gripond avant même le dernier match, Rudi Roussillon, bras droit de l'industriel devenant le nouveau président du FCNA, au sein d'une  SASP dotée d'un conseil d'administration,. Le directeur sportif Robert Budzynski est remplacé en octobre par Japhet N'Doram. Passée la 10e journée, Nantes stagne et ne dépassera plus la douzième place. En coulisses, l'agitation règne toujours puisque de graves difficultés financières sont annoncées : les deux précédents exercices ont accumulé un déficit de 16 millions d'euros, dont 9 pour le seul exercice 2004-2005, déficit couvert par le groupe Dassault. L'équipe est affaibli avec les départs de Jérémy Toulalan, devenu le point fort de l'équipe depuis deux saisons, à l'Olympique lyonnais et du capitaine Mickaël Landreau, dont le contrat se termine faute de n'avoir pas été renouvelé par l'ex-président Gripond à la suite du « putsch » de Noël 2004, refuse de prolonger et annonce son départ pour le Paris SG à la fin de la saison. Nicolas Savinaud et Frédéric Da Rocha sont ainsi les deux seuls joueurs du titre de 2001 à demeurer au club.
Pour la saison 2006-2007, Rudi Roussillon annonce des ambitions en hausse avec la sixième place comme objectif. Mais le début de saison est calamiteux. Après six journées, le club est dix-neuvième et Le Dizet est remplacé par Georges Eo, éternel entraîneur adjoint (depuis 1987) et vieille connaissance de Rudi Roussillon, candidat déclaré deux semaines plus tôt. Mais les choses ne s'arrangent pas malgré le recrutement médiatisé de Fabien Barthez en janvier. Au lendemain de la vingt-quatrième journée (victoire de Valenciennes à la Beaujoire, 2-5) Georges Eo est à son tour démis de ses fonctions au profit de son propre adjoint Michel Der Zakarian, placé en tandem avec N'Doram. Entre critiques d'anciens du club, pression de l'actionnaire, critiques sur la gestion et rumeurs persistantes de vente, le club reste coincé à la dernière place à partir de la 30e journée de championnat. Le FC Nantes Atlantique est finalement relégué après quarante-quatre saisons d'affilée dans l'élite du football français.

### Kita, rupture manquée (depuis 2007)
Conséquence immédiate de la relégation, Rudi Roussillon démissionne et est remplacé par Luc Dayan, ancien président de Lille. Ce dernier confirme Michel Der Zakarian dans ses fonctions et s'appuie sur Xavier Gravelaine pour préparer l'équipe à la Ligue 2, à la place de Japhet N'Doram dont Dayan se sépare. L'équipe est presque entièrement renouvelée pour la saison 2007-2008 (dix-huit départs et onze arrivées, sans les retours de prêt) en privilégiant des joueurs habitués à la L2, comme David De Freitas, Nicolas Goussé ou Harlington Shereni. Avec le départ de Nicolas Savinaud en fin de contrat, seul Frédéric Da Rocha incarne encore la tradition, lui qui a commencé sous Jean-Claude Suaudeau. Le nouveau président, officiellement chargé de « rechercher des partenaires capitalistiques », prépare la revente du club dont Dassault ne veut plus. L'homme d'affaires franco-polonais Waldemar Kita, jusqu'ici réputé dans le football pour avoir mené le Lausanne-Sport à la faillite, devient propriétaire du club nantais le 2 août. Il se présente comme « un passionné de football » qui va « donner tout [son] cœur et [son] savoir-faire pour l'avenir de ce club ». Il révèle cependant ne pas vouloir renouer avec l'identité nantaise : « Arribas, Suaudeau, Budzynski ont fait un super boulot. On ne refera pas la même chose. » Il montre sa volonté de rupture en s'entourant de nouveaux venus comme le directeur technique Christian Larièpe.
La saison débute très bien sur le terrain (7 victoires et une seule défaite sur les dix premières journées), mais l'équipe laisse finalement échapper le titre au profit du Havre. Alors que le retour en Ligue 1 se profile, le président Kita s'efforce de ne jamais rester inactif. Outre de nombreux recrutements à la fin de l'été et durant l'hiver, les annonces se succèdent, comme l'adoption d'un nouveau blason inspiré du FC Barcelone après un vote internet, l'installation de bancs chauffés au stade, la tenue d'un audit puis un projet de plan social, un changement d'équipementier ou encore un projet de remplacement de la Beaujoire. Le public local, lui, vibre moins au parcours en Ligue 2 qu'aux exploits des amateurs de Carquefou qui atteignent les quarts de finale de Coupe de France en éliminant notamment Marseille avant d'être écartés par le PSG : ces deux derniers matches se jouent à la Beaujoire à guichets fermés,, tandis que pour le FCN l'affluence est la plus faible depuis plus de dix ans,.
De retour en Ligue 1, Nantes attend six journées avant sa première victoire (contre Valenciennes, 2-0) : Michel Der Zakarian est renvoyé après trois journées ; Christian Larièpe, entraîneur intérimaire, subit une punition par 4-1 à domicile contre Le Mans ; et Élie Baup nommé ensuite ne parvient pas à redresser la situation. Les recrues ne justifient pas leur prix important et l'équipe ne s'éloigne jamais de la zone de relégation, terminant à la dix-neuvième place et se montrant particulièrement faible en attaque avec seulement trente-trois buts marqués, seul Le Havre faisant moins bien. Les supporters manifestent leur colère, en particulier lors de la dernière rencontre, face à Auxerre (2-1), avec une grève d'un quart d'heure de la Brigade Loire, et des actes de violence et de dégradation. Le capitaine Frédéric Da Rocha, dont le contrat n'est pas renouvelé, se plaint de l'absence de politique de formation — alors que les jeunes du club parviennent en finale de coupe Gambardella, perdue contre Montpellier (0-2). Jean-Claude Suaudeau évoque la volonté de rompre avec le passé affichée par plusieurs dirigeants : « Les résultats font que, vraisemblablement, ils se sont trompés. ». Michel Der Zakarian appelle quant à lui à « revenir à la base, en l'occurrence la formation ».